# Port Royal d'Auxonne
Le port Royal d'Auxonne est un port de plaisance de tourisme fluvial de 2011, sur la Saône, à Auxonne en Côte-d'Or en Bourgogne-Franche-Comté,.

## Géographie
Du fait de son passé de commerce fluvial, Auxonne fait aménager en 2011, un important port de plaisance de tourisme fluvial de 150 places, pour des bateaux de 6 à 38 m, à un important carrefour de voies navigables françaises : à la conjoncture géographique des Petite Saône (partie navigable de la Saône), Doubs, Seille, Canal du Rhône au Rhin, Canal entre Champagne et Bourgogne, Canal du Centre, Canal de Bourgogne de Saint-Jean-de-Losne, Canal de l'Est (canal des Vosges). Il est situé à 400 m du centre ville commerçant, et 5 min à pied de la gare d'Auxonne, 

La Saône à Auxonne
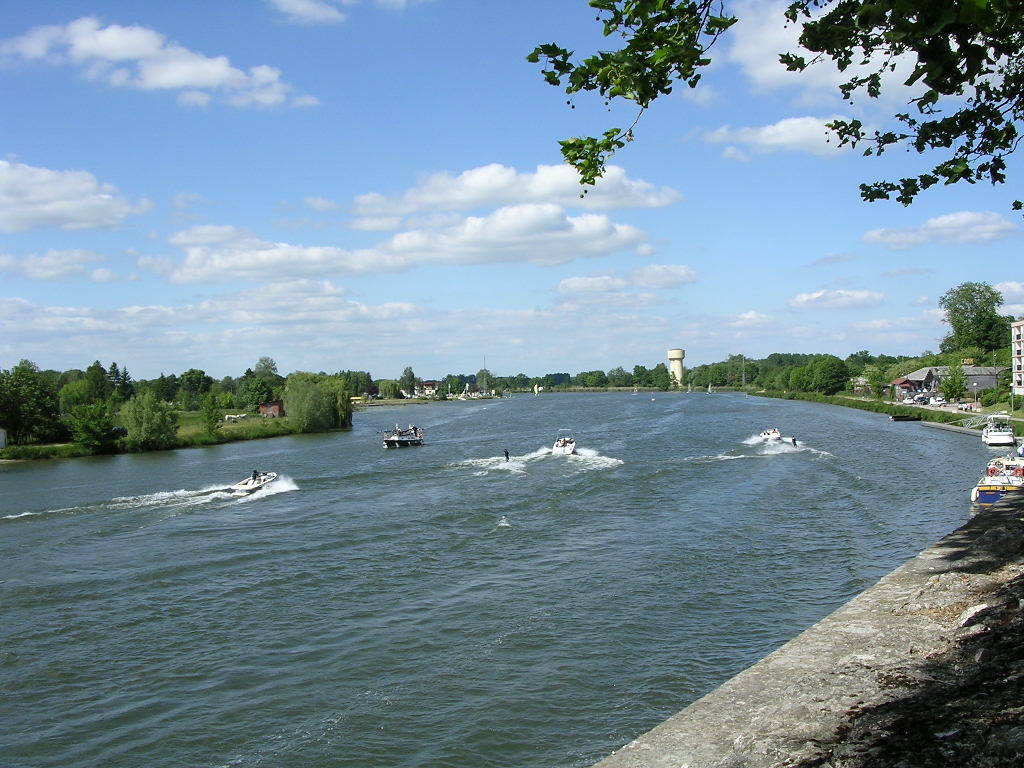
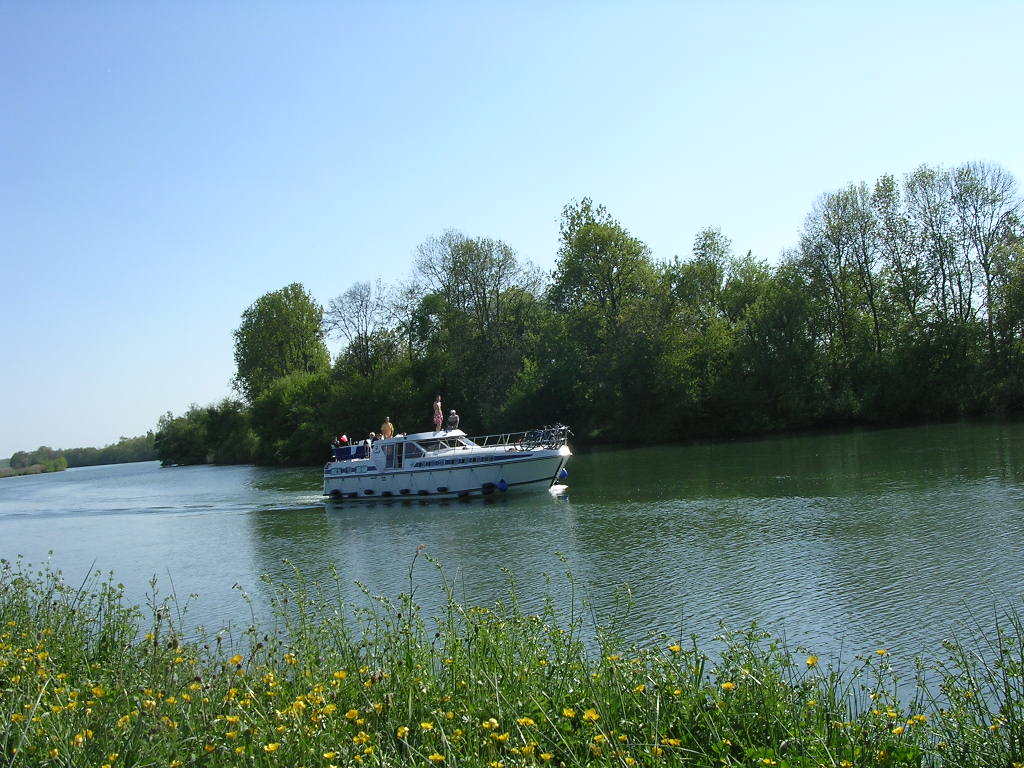
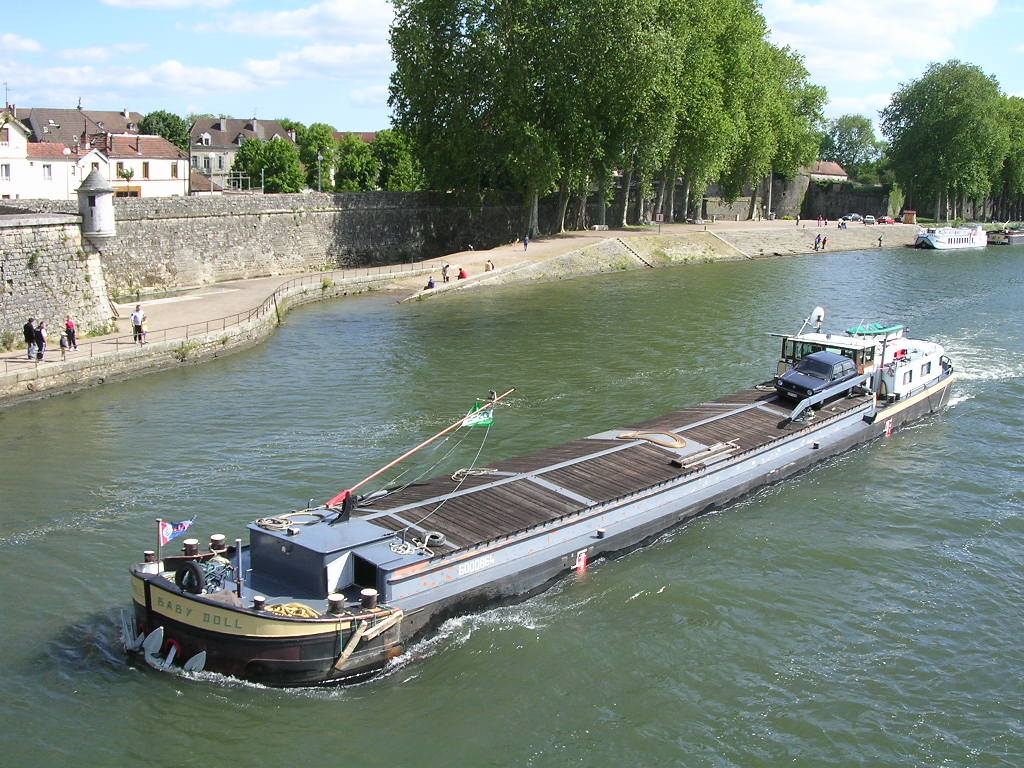
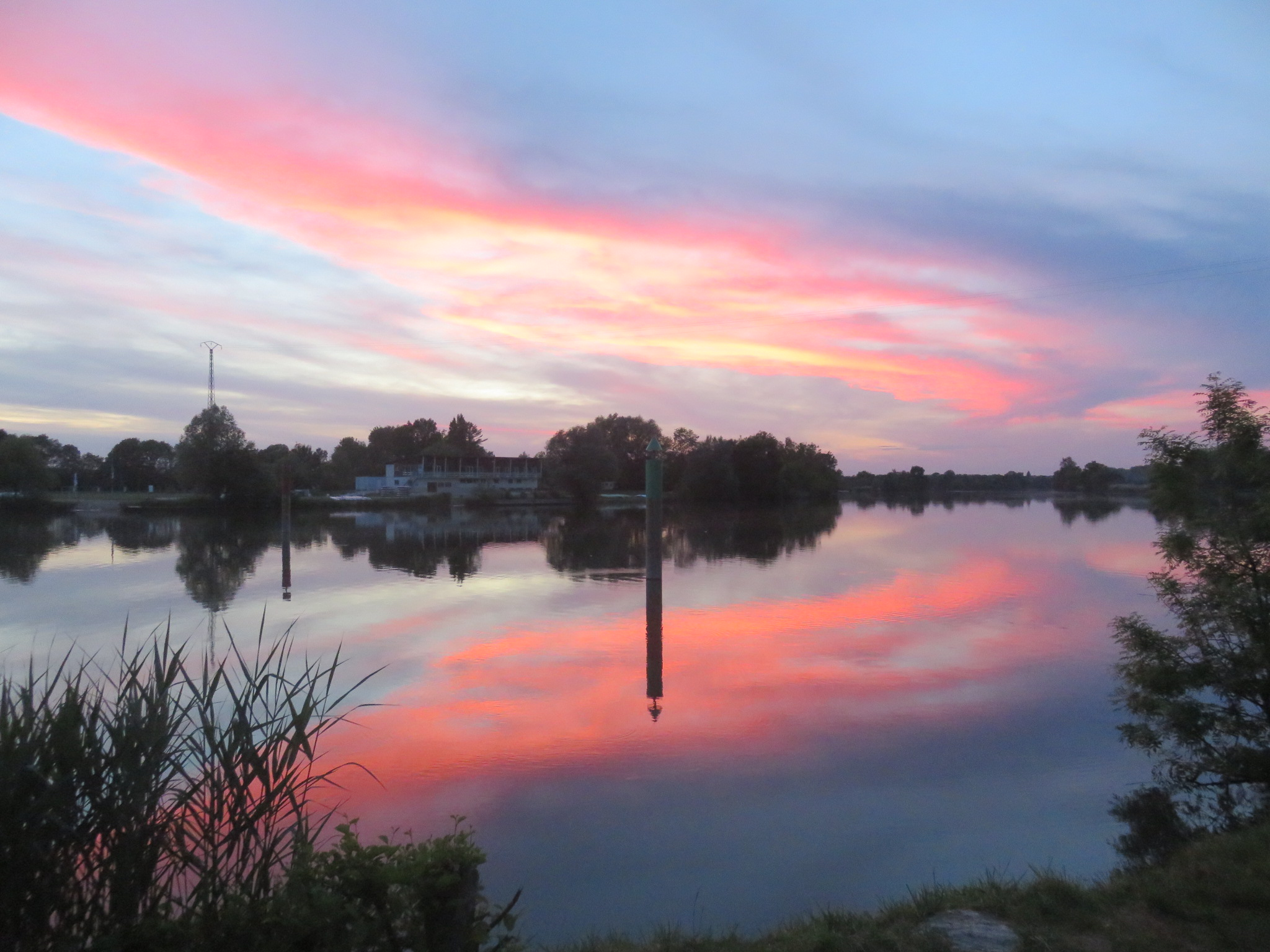

## Histoire
Il est baptisé « Port Royal » en rapport au passé historique de la ville, et à son emplacement le long des vastes fortifications du XIVe siècle de la cité, de son important château d'Auxonne du XVe siècle, construit par le roi Louis XI à la frontière des royaume de France, État bourguignon et Saint-Empire romain germanique, puis consolidé au XVIIe siècle avec la Ceinture de fer, par Vauban, maréchal de France du roi Louis XIV,  entre Dijon, Dole et Besançon. Le futur empereur Napoléon Ier y suit sa formation d'école d'officier de l'Ecole Royal-Artillerie du Régiment de La Fère artillerie d'Auxonne, entre 1788 et 1791 (séjour de Napoléon Bonaparte à Auxonne).

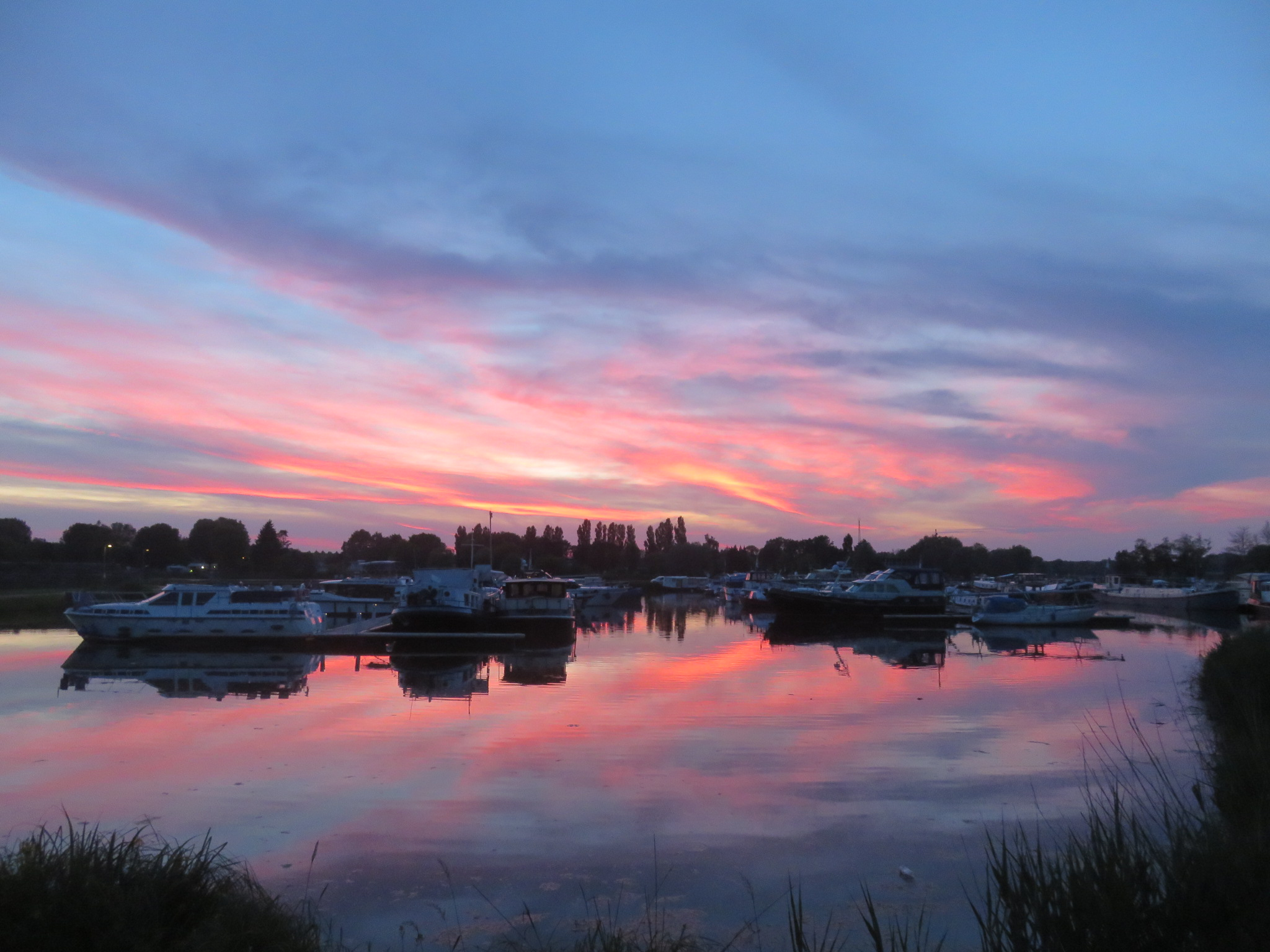
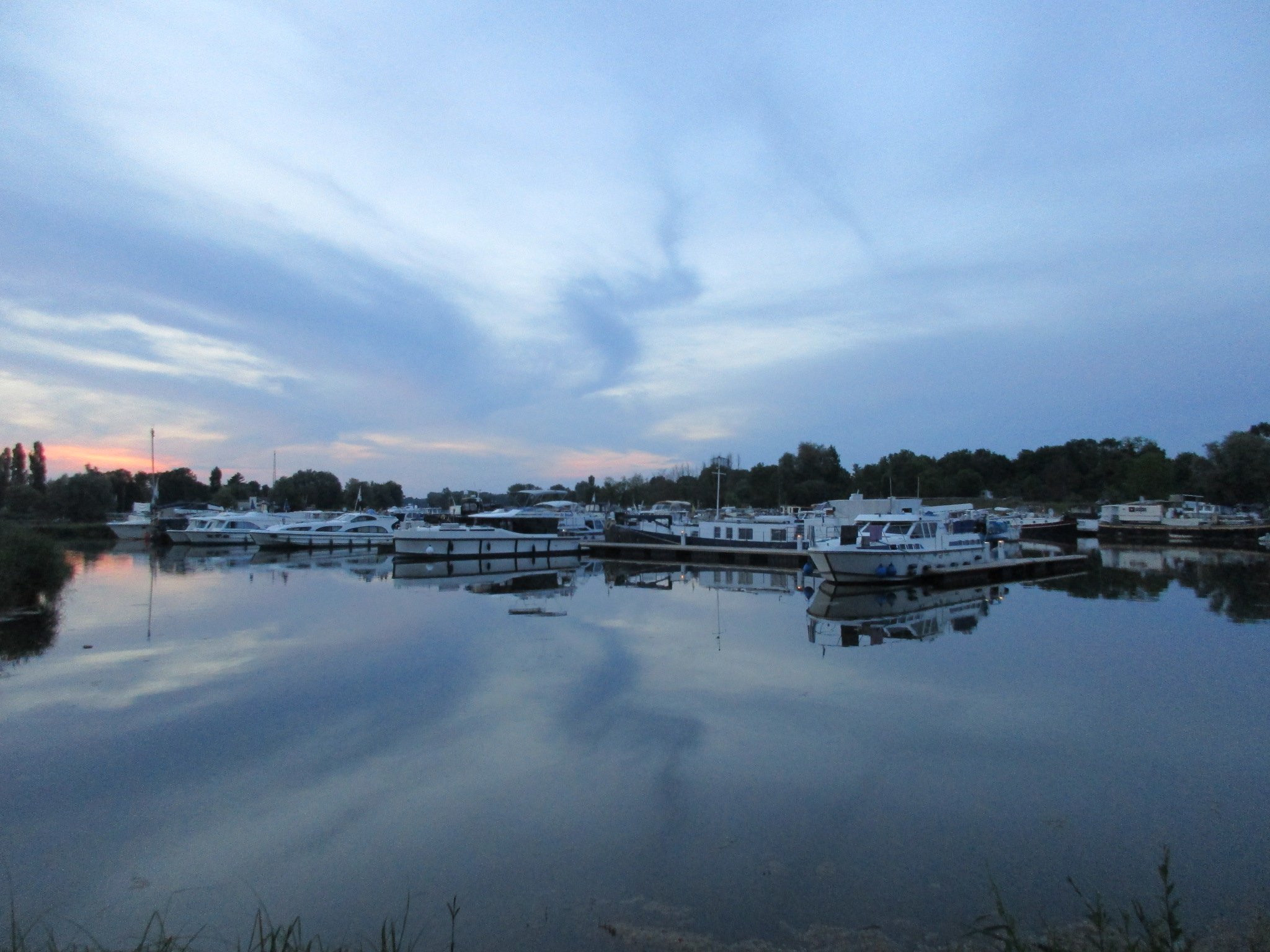
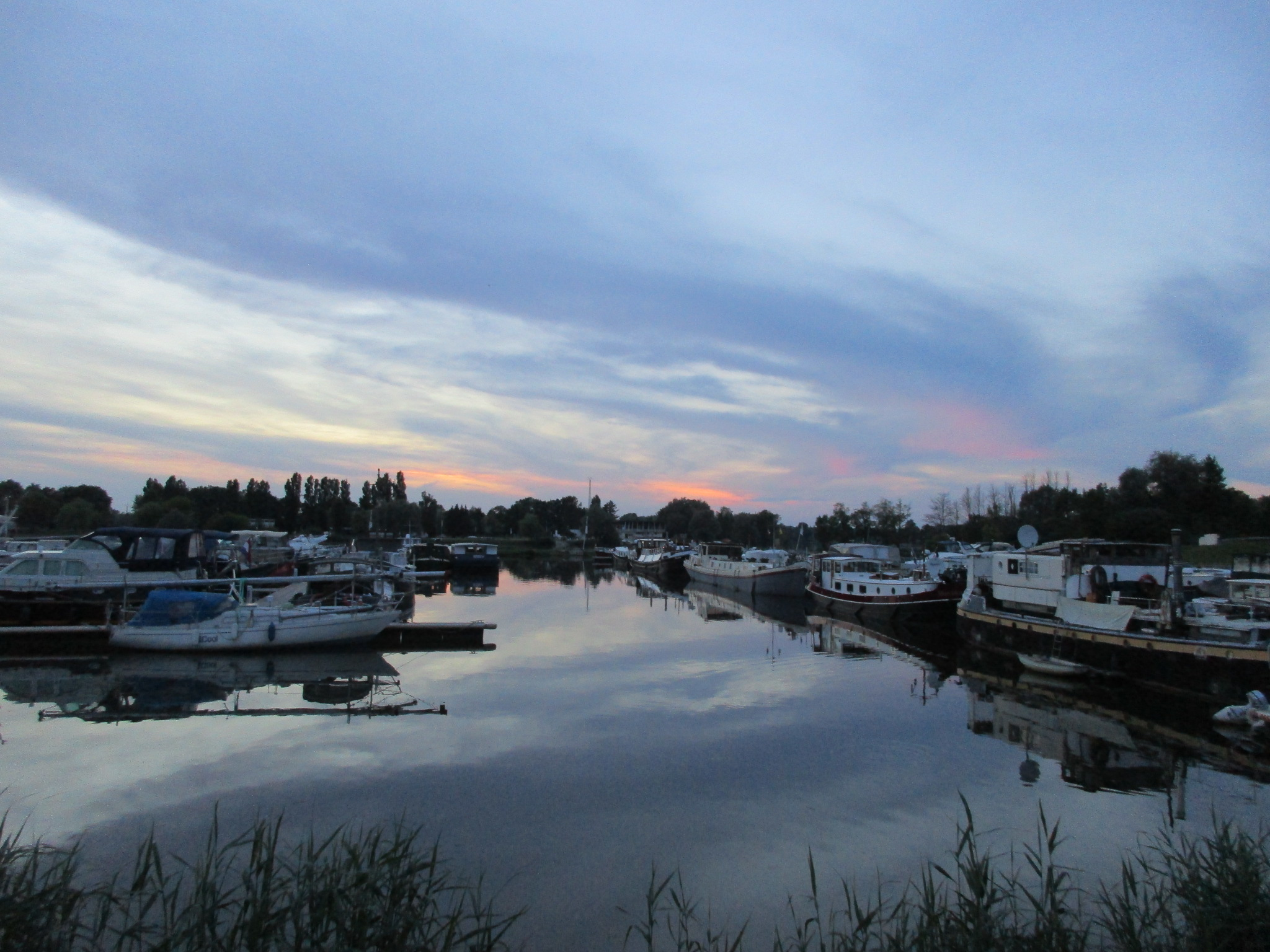
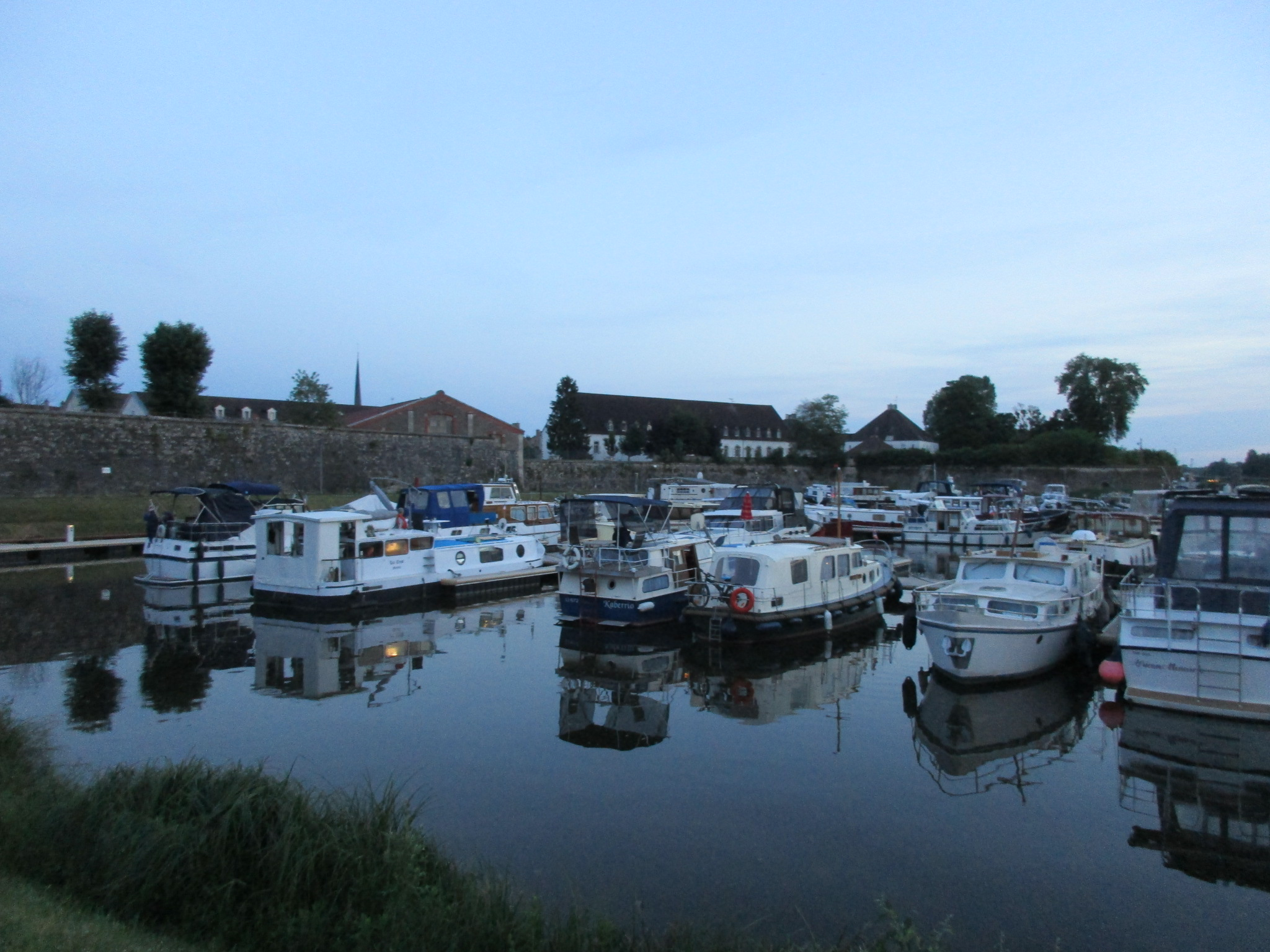

## Carte fluviale
- Fluviacarte N°10 « La Saône de Corre à Lyon, et la Seille » www.fluviacarte.com